# 永兴街道 (牙克石市)
永兴街道，是中华人民共和国内蒙古自治区呼伦贝尔市牙克石市下辖的一个乡镇级行政单位。

## 行政区划
永兴街道下辖以下地区：
永兴社区、永和社区、永明社区和永强社区。